# Steatoda erigoniformis
Steatoda erigoniformis är en spindelart som först beskrevs av O. Pickard-Cambridge 1872.  Steatoda erigoniformis ingår i släktet vaxspindlar, och familjen klotspindlar. Inga underarter finns listade i Catalogue of Life.